# Can Català (Rupià)
Can Català és una obra de Rupià (Baix Empordà) protegida com a bé cultural d'interès local.

## Descripció
L'edifici Can Català està situat al carrer dels Xifrers, al nucli antic de Rupià. És un gran casal d'estructura irregular que reflecteix les diverses intervencions experimentades. La façana presenta com a elements remarcables la porta d'accés, d'arc escarser marcadament motllurat, i les finestres neogòtiques incorporades durant les reformes efectuades a principis del segle xx.L'interior conserva elements d'interès (estances, oratori, ...). S'hi conserva també la torre de l'homenatge del castell, que és un bé cultural d'interès nacional (BCIN).

## Història
Can Català va ser construïda tel segle xvii al costat del castell de Rupià. L'edifici ha experimentat diverses modificacions al llarg dels anys, la més important de les quals data de principis del segle xx.